# 枚方土木事務所

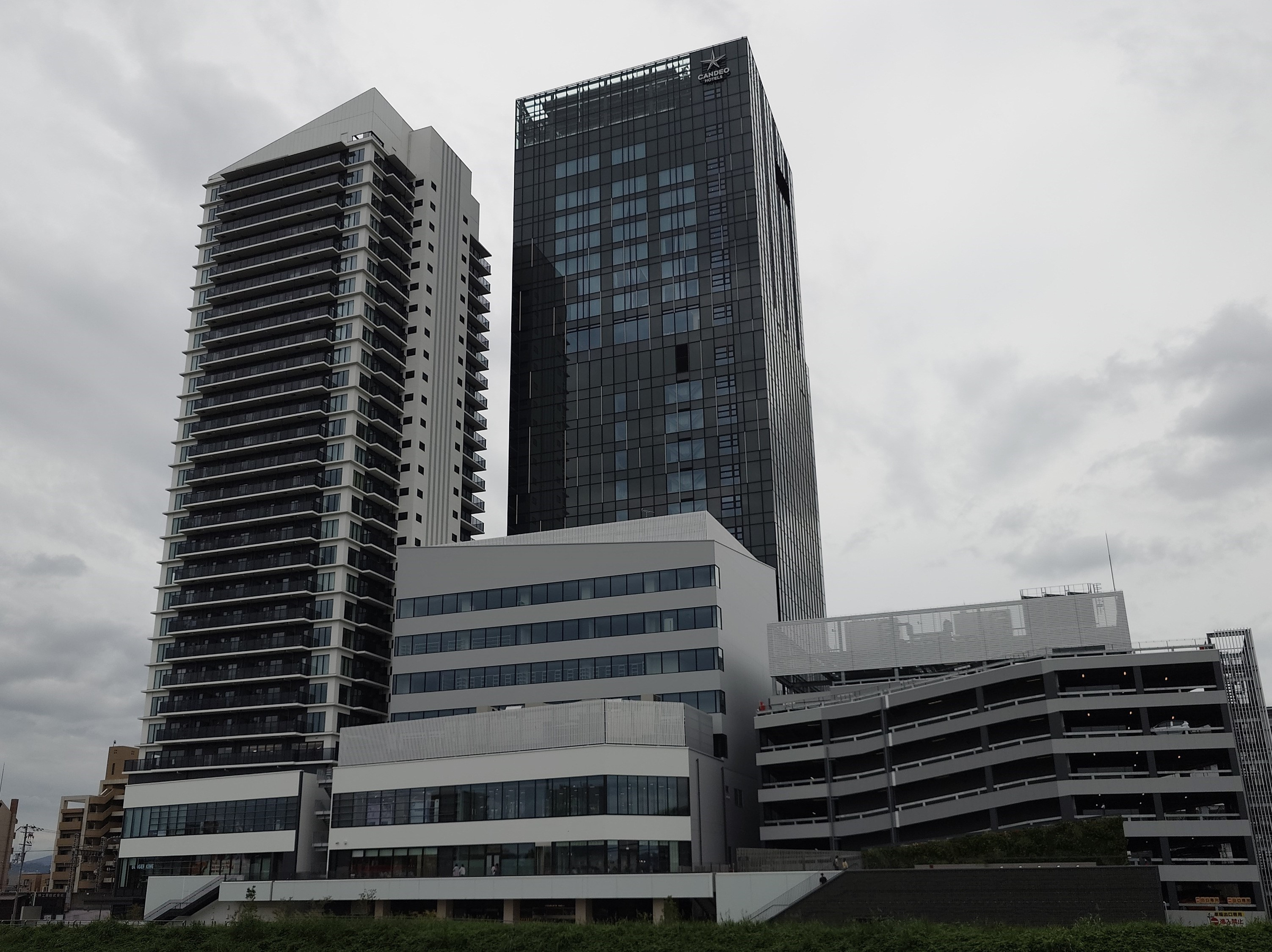
枚方土木事務所が入居する
ステーションヒル枚方

枚方土木事務所（ひらかたどぼくじむしょ）とは、大阪府北河内地域を管轄する大阪府の土木事務所、大阪府都市整備部の出先機関。一級河川（淀川本流を除く）、砂防、国道（指定区間外）、主要地方道、一般府道、府営公園を管理する。

## 所在地
〒573-0032 大阪府枚方市岡東町19-1 ステーションヒル枚方オフィスB 6階

## 管轄自治体
- 守口市
- 枚方市
- 寝屋川市
- 大東市
- 門真市
- 四條畷市
- 交野市

（※例外：阪奈道路に限り東大阪市）

## 管理河川
- 淀川水系
  - 船橋川
  - 穂谷川
  - 天野川
  - 藤田川
  - 北川
  - 前川

- 寝屋川水系
  - 寝屋川
  - たち川
  - 打上川
  - 南前川
  - 寝屋川導水路
  - 讃良川
  - 岡部川
  - 清滝川
  - 清滝川分水路
  - 江蝉川
  - 権現川
  - 谷田川
  - 鍋田川

## 管理道路

### 一般国道（指定区間外）
- 国道168号
- 国道170号（大阪外環状線及び旧道）
- 国道307号
- 国道479号（大阪内環状線）

### 主要地方道
- 大阪府道2号大阪中央環状線
- 大阪府道7号枚方大和郡山線
- 大阪府道8号大阪生駒線（阪奈道路）
- 大阪府道13号京都守口線
- 大阪府道15号八尾茨木線
- 大阪府道17号枚方高槻線
- 大阪府道18号枚方交野寝屋川線
- 大阪府道19号茨木寝屋川線
- 大阪府道20号枚方富田林泉佐野線
- 大阪府道21号八尾枚方線
- 大阪府道71号枚方山城線

### 一般府道
- 大阪府道139号枚方茨木線
- 大阪府道144号杉田口禁野線
- 大阪府道148号木屋交野線
- 大阪府道149号木屋門真線
- 大阪府道154号私市太秦線
- 大阪府道155号北大日竜田線
- 大阪府道156号金田門真停車場線
- 大阪府道157号星田停車場線
- 大阪府道158号守口門真線
- 大阪府道159号平野守口線
- 大阪府道160号四條畷停車場線
- 大阪府道161号深野南寺方大阪線
- 大阪府道162号大東四條畷線
- 大阪府道163号野崎停車場線
- 大阪府道165号住道停車場線
- 大阪府道166号鴻池新田停車場線
- 大阪府道701号中垣内南田原線
- 大阪府道735号長尾八幡線
- 大阪府道736号交野久御山線
- 大阪府道801号大阪吹田自転車道線
- 大阪府道804号北河内自転車道線